# Heliand-Bund
Der Heliand-Bund (auch Heliand-Mädchenkreis) ist ein aus der katholischen Jugendbewegung hervorgegangener römisch-katholischer Mädchen- und Frauenverband in Deutschland. Er entstand 1926 aus Mädchengruppen, die dem auf Jungen beschränkten Bund Neudeutschland nahestanden. Er ist benannt nach dem Heliand, einer christlich-frühmittelalterlichen epischen Bibelparaphrase in altsächsischer Sprache. Eingetragen ist der Bund im Vereinsregister des Amtsgerichtes Köln.
Die Gründung des Bundes war geprägt durch die Ideen der Jugendbewegung, der liturgischen Bewegung, sowie dem Streben nach Naturverbundenheit. Das Ziel war, Jesus Christus in das eigene Leben zu integrieren und der damaligen Zeit zugänglich zu machen. Die Anzahl katholischer Mädchen an höheren Schulen war damals gering, sie verstanden sich daher als privilegiert und sahen darin eine Verpflichtung, Verantwortung in Kirche und Gesellschaft zu übernehmen.
Auch heute noch besteht der Heliand-Bund laut Eigendarstellung aus Frauen mit hohem Bildungsniveau, intellektuellen Fähigkeiten und starker biblisch-liturgischer Spiritualität. Der Bund sieht sich als Lebensbund.
Nach dem Zweiten Weltkrieg wurde die Gemeinschaft neu gegliedert in einen „Heliand-Mädchenkreis“ und den „Kreis katholischer Frauen im Heliand-Bund“. Heute gibt es in vielen größeren Städten Deutschlands Gruppen, die für Gäste offen sind.
Der Heliand-Bund unterhält unter anderem einen Hilfsdienst zur Unterstützung und Beratung der Mitglieder, beispielsweise bei sozialen Härtefällen, sowie ein Missionsreferat, das die Arbeit und Projekte von Mitgliedern, zumeist Ordensfrauen, die in Entwicklungsländern tätig sind, fördert.
Nach eigenen Angaben hat der Kreis Katholischer Frauen im Heliand-Bund 1200 Mitglieder.
Der Heliand-Mädchenkreis mit insgesamt 12.000 Mitgliedern bildete bis 2012 mit der Schülergemeinschaft im Bund Neudeutschland (ND) eine Arbeitsgemeinschaft mit dem Namen Katholische Studierende Jugend. 2012 verschmolzen beide Verbände zu einem einheitlichen Jugendverband mit dem Namen „Katholische Studierende Jugend (KSJ)“.